# Maximilian Emanuel von Württemberg-Winnental

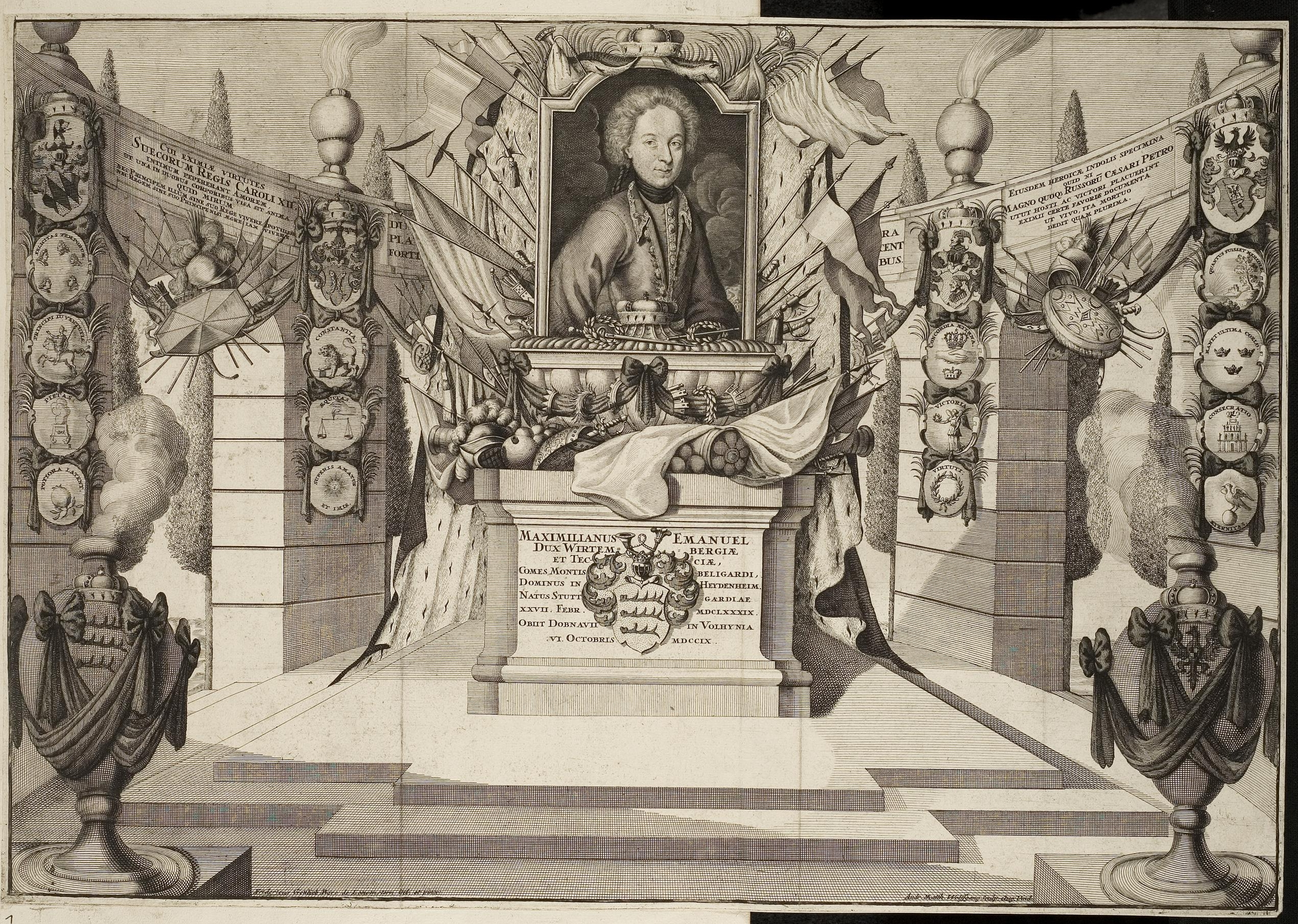
Maximilian Emanuel von Württemberg-Winnental (1689–1709)

Maximilian Emanuel von Württemberg-Winnental (* 27. Februar 1689 in Stuttgart; † 25. September 1709 in Dubno) war ein Prinz aus dem Hause Württemberg-Winnental und Lebensretter des schwedischen Königs Karl XII.
Seine Eltern waren der Generalfeldmarschall Friedrich Karl von Württemberg-Winnental (1652–1698) und dessen Frau Eleonore Juliane von Brandenburg-Ansbach (1663–1724).

## Leben
Schon mit 14 Jahren verließ der Prinz den Hof, um sich der Armee von Karl XII. anzuschließen, der 1703 in Polen Krieg führte. In der Armee war er schnell bekannt als „lillprinsen“ (Kleinprinz). Seine erste Schlacht war am 21. April 1703 die Schlacht bei Pułtusk; anschließend nahm er an den Eroberungen von Thorn, Elbing und Lemberg teil. Im Laufe des Feldzuges rettete er Karl XII. bei einer Flussüberquerung vor dem Ertrinken, was ihm die lebenslange Freundschaft des Königs sicherte. Nach dem Friedensschluss von 1706 kehrte Maximilian 1707 nach Stuttgart zurück, um nach nur fünfwöchigem Aufenthalt wieder zu Karl XII. zu stoßen, der nun nach Russland einmarschierte.
Am 18. Juni 1708 erlitt er beim Übergang über die Beresina eine Schussverletzung. Obwohl seine Verwundung noch nicht verheilt war, nahm er am 4. Juli 1708 an der Schlacht von Golowtschin teil. Bald darauf wurde er Oberst beim Dragonerregiment Buchwald.
In der Schlacht bei Poltawa, in der er in der Reiterei auf dem linken Flügel kämpfte, kapitulierte die schwedische Armee; auch Maximilian geriet in Gefangenschaft, wurde jedoch bald freigelassen. Auf dem Rückweg nach Württemberg starb er in Dubno, Wolhynien (heute: Ukraine) an einer Krankheit. Karl XII. klagte, einen guten Freund verloren zu haben. Maximilians Leichnam wurde zunächst in Krakau beigesetzt und später in die Familiengruft in der Kirche von Pitschen in Oberschlesien umgebettet. Sein Grabdenkmal wurde 1887 ins Alte Schloss von Stuttgart verlegt. Seit 1923 befindet sich ein neues, von Schweden errichtetes Grabdenkmal in der evangelischen Kirche in Byczyna (deutsch Pitschen). 
Auf seinen Fahrten wurde er von dem Prediger Johann Wendelin Bardili (1675–1740), einem Enkel von Carl Bardili, begleitet, der ein Buch über seine Erlebnisse mit dem Prinzen verfasste (s. Literatur).